# Onitis inversidens
Onitis inversidens är en skalbaggsart som beskrevs av Johan Wilhelm van Lansberge 1875. Onitis inversidens ingår i släktet Onitis och familjen bladhorningar. Inga underarter finns listade i Catalogue of Life.